# The Royal Guardsmen
The Royal Guardsmen was een Amerikaanse popgroep die tussen 1966 en 1969 een reeks hits had met songs over Snoopy en de Red Baron. 
De band bestond uit Bill Balough (bas), John Burdett (drums), Chris Nunley (zang), Tom Richards (gitaar), Billy Taylor (orgel) en Barry Winslow (zang/gitaar). Ze heetten aanvankelijk The Posmen maar onder invloed van de Britse invasie in de VS van bands als de Beatles en de Rolling Stones namen ze een Brits aandoende naam aan. Hun eerste succes was de noveltyhit Snoopy vs. The Red Baron uit 1966 op Laurie Records, dat ook het titelnummer werd van hun eerste lp. Het nummer bereikte de tweede plaats op de Billboard Hot 100 en werd een internationale top-10-hit in onder meer Nederland. 
De band ging verder op hetzelfde thema, met de opvolger Return of the Red Baron (single en lp), en het album Snoopy and his Friends van eind 1967 dat het kerstnummer Snoopy's Christmas bevatte. De hoes toonde een tekening van Snoopy met de bandleden, getekend door Charles M. Schulz, de geestelijke vader van Snoopy. 
Er volgde nog een vierde album, Snoopy for President, met naast de titelsong vooral covers van toenmalige hits (The Letter en Cry Like a Baby van The Box Tops, Honey van Bobby Goldsboro, By the Time I Get to Phoenix van Glenn Campbell, Yummy Yummy Yummy van Ohio Express, Bonnie and Clyde van Georgie Fame), maar het succes werd minder en de groep ging uiteen in 1969.
In 2006 werd de groep nieuw leven ingeblazen, in een gedeeltelijk nieuwe bezetting. Het nummer Snoopy vs. Osama werd een hit op de Amerikaanse Dr. Demento Show.

## Discografie (originele albums opLaurie Records)
- Snoopy vs. the Red Baron, 1966
- Return of the Red Baron, 1967
- Snoopy and his Friends, 1967
- Snoopy for President, 1968

## Hitnoteringen

### Nederlandse Top 40
| Positie: | 25 | 14 | 8 | 6 | 4 | 5 | 7 | 11 | 14 | 19 | 27 | 40 | uit |

### NPO Radio 2 Top 2000
| Nummer met noteringen in de NPO Radio 2 Top 2000 | '99  | '00  |
| ------------------------------------------------ | ---- | ---- |
| Snoopy vs. the Red Baron                         | 1957 | 1691 |

1. ↑  Een vetgedrukt getal geeft de hoogste notering aan.
2. ↑  Deze tabel is bijgewerkt tot en met de laatste editie (2024).